# Приход Кадрина
Прихо́д Ка́дрина (эст. Kadrina kihelkond, нем. Kirchspiel St. Katharinen) — административно-территориальная единица Эстонии,  входившая в состав исторической области Вирумаа. Во времена Российской империи носил название приход Святой Катаринен (рус. Св. Катариненъ), Свято-Катариненский приход и входил в состав Везенбергского уезда Эстляндской губернии. 

Везенбергский уезд на атласе Меллина

На территории прихода в XV—XX веках располагались 1 церковная мыза, 15—16 рыцарских мыз (дворянских имений), 3—4 побочные мызы, 10—12 скотоводческих мыз, несколько полумыз и частных мыз.
Центром прихода являлся пасторат Катариненхоф (нем. Katharinenhof, Кадрина, эст. Kadrina kirikumõs).

## История
Приход был основан во времена датского правления в начале XIII века на основе юго-западной части древнего Репельского прихода (нем. Repeli muinaskihelkond). В Датской поземельной книге 1241 года он записан как Porochia Torvesaevaera — приход Торваствере. В церковной летописи 1596 года упоминается церковь Кадрина в Триствере (Kirchenbuch zu Tristfer S. Catharinae Kirch genannt). Название Триствере происходит от названия деревни, в которой располагалась церковь — ныне Кадринаская церковь Святой Екатерины.
В 1240 году в приходе насчитывалось 35 деревень с 3000—4000 жителей.
Древние укреплённые городища прихода находились на холме Мяэотса (эст. Mäeotsa linnamägi) в деревне Выдувере и на холме Садуламяги (эст. Sadulamägi) в деревне Неэрути.

## Месторасположение
Свято-Катариненский приход граничил с Кузальским приходом Ревельского уезда и Ампельским приходом Вейсенштейнского уезда на западе, Клейн-Мариенским приходом на юге, Везенбергским приходом на востоке и Гальялским приходом на северо-западе. В настоящее время он почти полностью находится на территории современного уезда Ляэне-Вирумаа и включает в себя волость Кадрина и часть волости Хальяла. Лишь малонаселенный лесной массив на западной окраине бывшего прихода вокруг мызы Паллаль принадлежит волости Куусалу и является частью современного Харьюмаа.

## Мызы

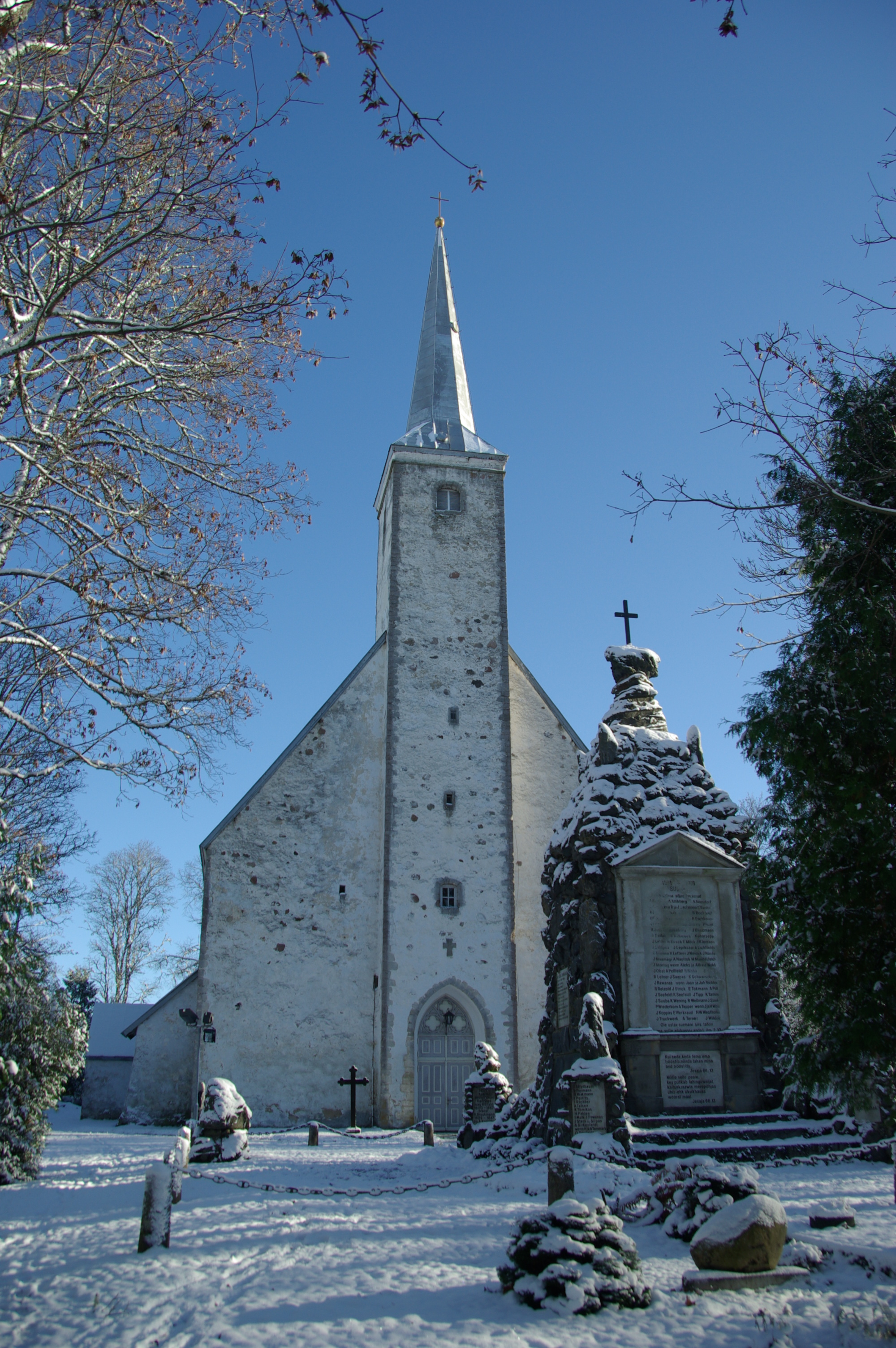
Кадринаская церковь Св. Екатерины

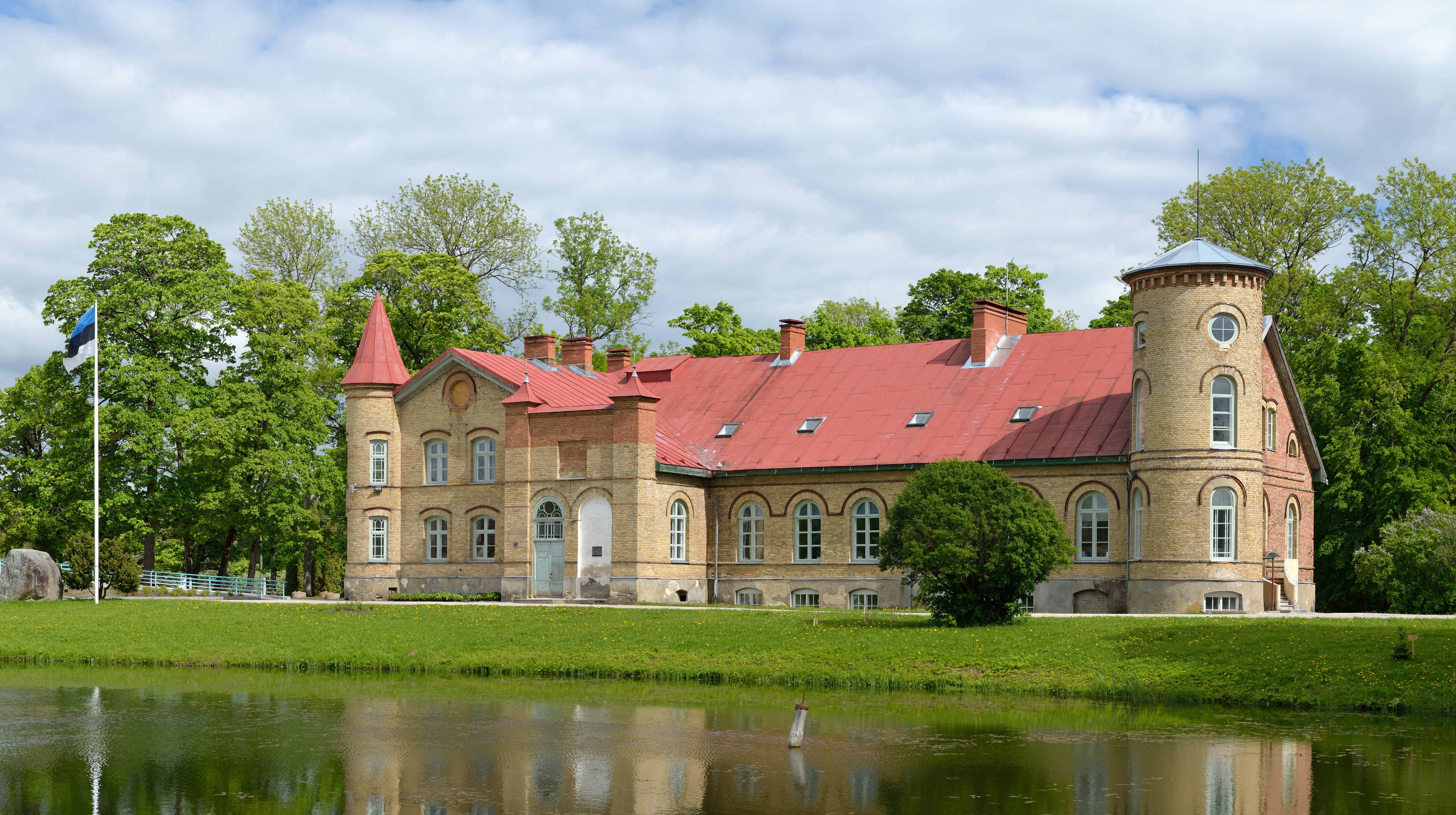
Мыза Лассила (Лазила)

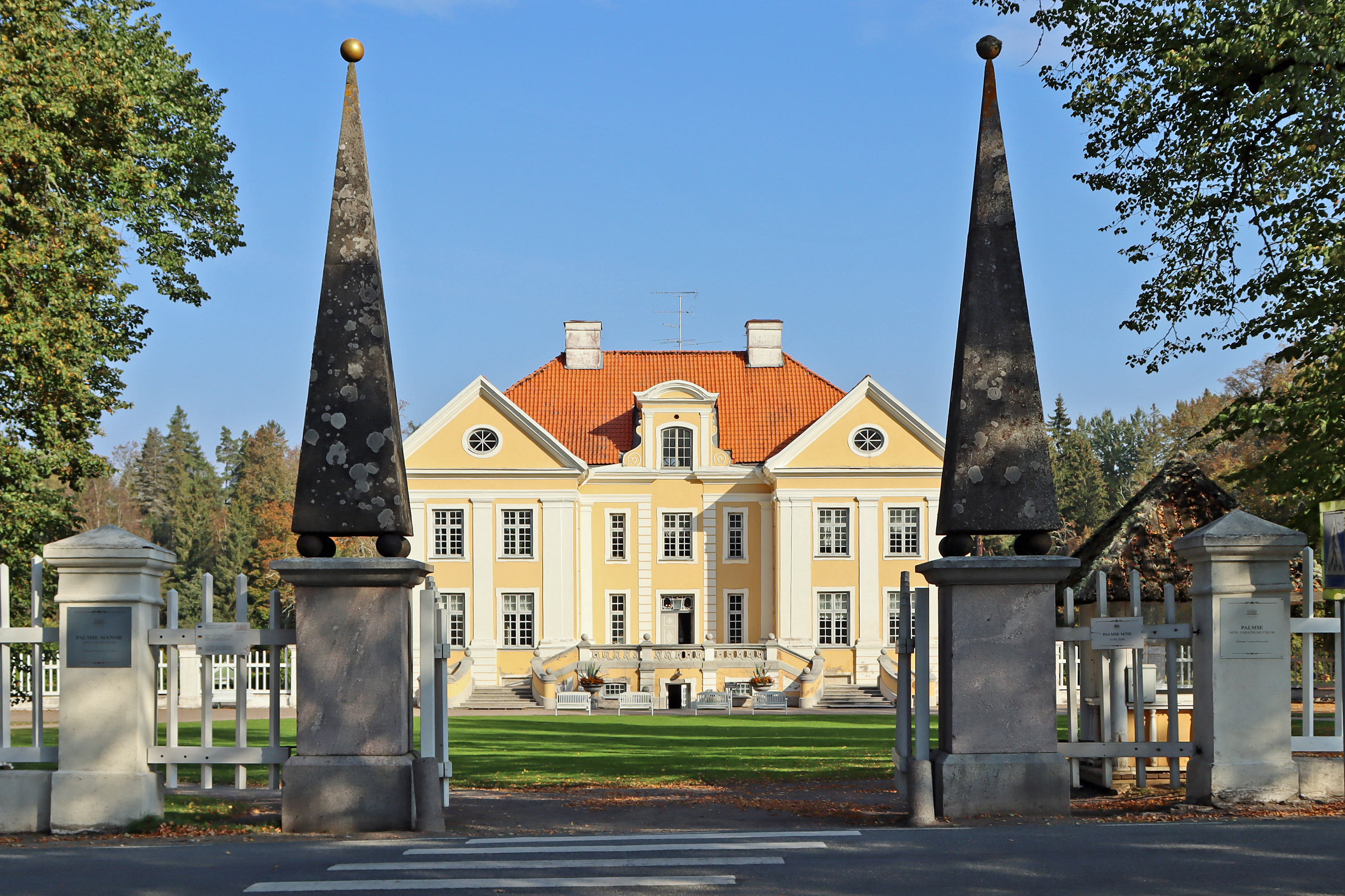
Мыза Пальмс (Палмсе)

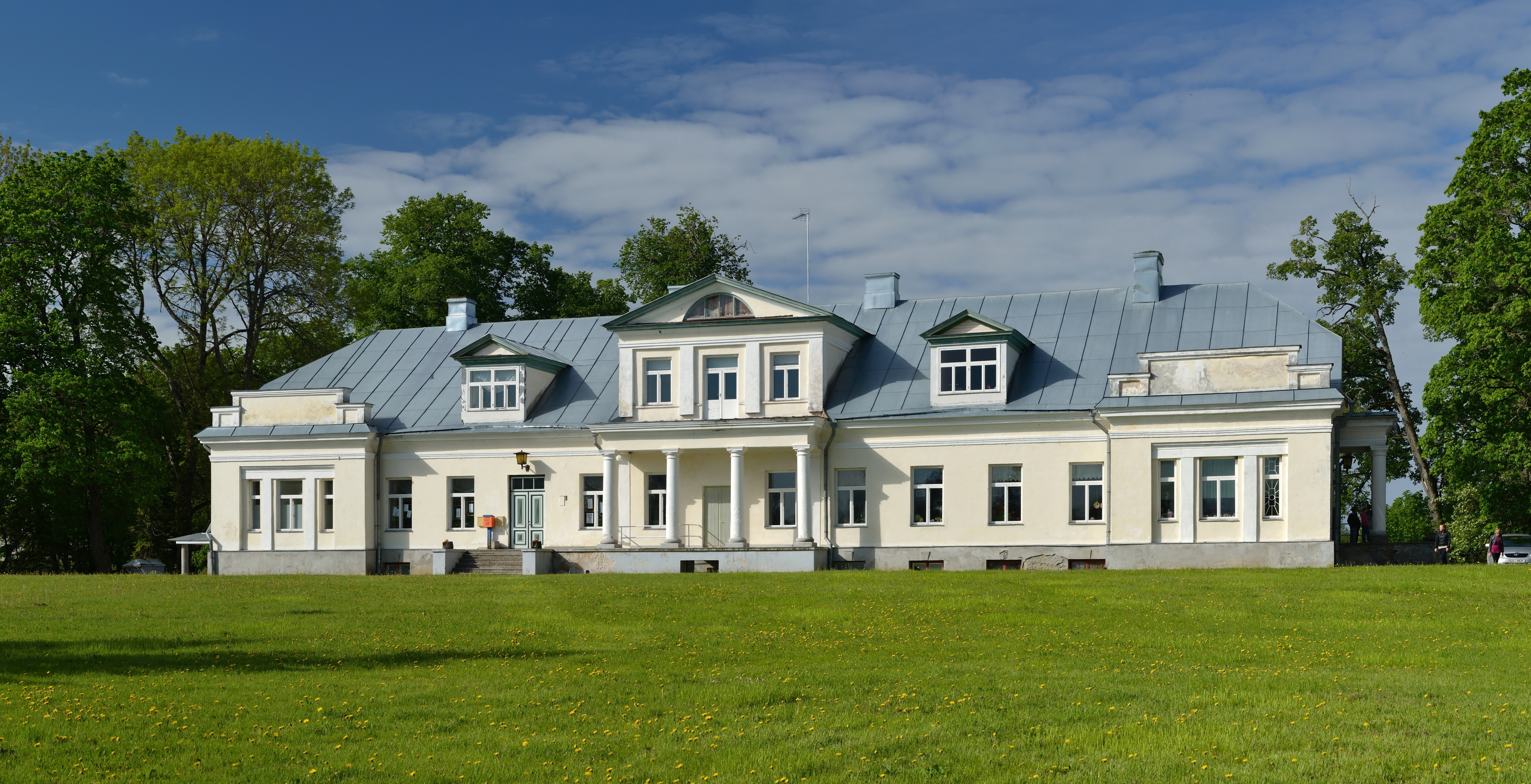
Мыза Фональ (Вохнья)

Церковная мыза (пасторат)
- Катариненхоф (нем. Pastorat St. Katharinen)[3]

Рыцарские мызы
- Арбафер (нем. Arbafer, Абавере, эст. Arbavere mõis)
- Буксгевден (нем. Buxhöwden, Неэрути, эст. Neeruti mõis)
- Ваткуль (нем. Wattküll, Ватку, эст. Vatku mõis)
- Хейнрихсгоф (нем. Heinrichshof, ранее нем. Kollo, Колу, эст. Kolu mõis)
- Йемпер (нем. Jömper, Йыэпере, эст. Jõepere mõis)
- Кендес (нем. Köndes, Тыдва-Кынну, эст. Tõdva-Kõnnu mõis)
- Кихлефер (нем. Kichlefer, ранее нем. Kond, Köndes, Кихлевере, эст. Kihlevere mõis, ранее Кыннасте, эст. Kõnnaste mõis)
- Лассила (нем. Lassila, Лазсила, эст. Lasila mõis)
- Менникорб (нем. Mönnikorb, Имасту, эст. Imastu mõis)
- Паллаль (нем. Pallal, Пала, эст. Pala mõis)
- Пальмс (нем. Palms, Палмсе, эст. Palmse mõis)
- Саксимойз (нем. Saximois, Сакси, эст. Saksi mõis)
- Удрих (нем. Uddrich, Удрику, эст. Udriku mõis)
- Ундель (нем. Undel, Ундла, эст. Undla mõis)
- Фональ (нем. Fonal, Вохнья, эст. Vohnja mõis)
- Гульяль (нем. Huljal, Хулья, эст. Hulja mõis)

Побочные мызы
- Илумяги (нем. Illomäggi, Илумяэ, эст. Ilumäe mõis) — мызы Пальмс
- Куррисар (нем. Kurrisaar, Полли, эст. Polli mõis) — мызы Удрих
- Хеббет (нем. Hoebbet, Хыбеда, эст. Hõbeda mõis) — мызы Ваткуль

Скотоводческие мызы
- Везо (нем. Wösso, эст. Võsu mõis) — мызы Пальмс
- Лепику (нем. Leppiku, эст. Lepiku mõis) — мызы Хейнрихсгоф
- Лигфер (нем. Ligfer, эст. Liigvere mõis) — мызы Гульяль
- Локсо (нем. Lokso, эст. Loksu mõis) — мызы Саксимойз
- Мендафер (нем. Möndafer, эст. Mõndavere mõis)  — мызы Кендес
- Муйк (нем. Muik, эст. Muike mõis) — мызы Пальмс
- Онорм (нем. Onorm, эст. Oonurme mõis) — мызы Кендес
- Пресси (нем. Pressi, эст. Pressi mõis) — мызы Ваткуль
- Саккосар (нем. Sakkosaar, эст. Sakussaare mõis) — мызы Пальмс
- Синипаль (нем. Sinnipal, эст. Sinnepali mõis) — мызы Паллаль
- Сомекоз (нем. Somekos, эст. Soomukse mõis) — мызы Кендес
- Укко (нем. Ukko, Уку, эст. Uku mõis) — мызы Фональ

Полумызы
- Киммельсгоф (нем. Kimmelshof, эст. Eigu mõis)
- Хеббет (нем. Hoebbet, Hof Hoeppede, Хыбеда, эст. Hõbeda mõis)
- Музи (нем. Julienhof, Музи, эст. Muusi mõis, Musi mõis)
 и др.